# أسود تيبار (غنم)
أسود تيبار هو سلالة من الأغنام معترف بها رسميًا في عام 1945 في تونس والشرق الأوسط.

## تاريخ
سلالة أسود تيبار هي سلالة تونسية تم إنشاؤها محليًا، في بداية القرن العشرين، من قبل الآباء البيض في تيبار بشكل أساسي للتعامل مع مشاكل التسمم بعد ابتلاع الأغنام لنبتة العرن المثقوب (Hyparicum perforatum) التي تحتوي على هايبيراسين، وهو نبات تلقائي واسع الانتشار في شمال تونس.
في البداية، تم القيام بنوعين من التزاوج:
- كبش مارينو أسود من آرل مقابل نعجة جزائرية ذات ذيل رفيع.
- كبش مارينو نقي مقابل نعجة جزائرية.

بعد تسع سنوات، تم الاختيار على اللون الأسود. في السبعينيات، تم ضخ دماء من العرق الأسود البني في سويسرا.
تم تصميم اللون الأسود لهذا الصنف لمحاربة التهاب الجلد الضوئي المسماة "الحُمرة"، والتي تقدمها السلالة المحلية ذات الألوان الفاتحة بعد استهلاك نبتة القديس جون.

## وصف
- وِجهة: خراف محل جزارة.
- لون: أسود، يغطي كامل الجسم ولا يبقى ظاهرًا سوى الرأس والحلق والوجه الداخلي للذيل والعجان.
- مقاس: متوسط، 65 ± 8.7 كغ.
- الرأس: ممدود، ويُبرز جبهة ممتلئة، وبدون قرون.
- الجسم (دون الرأس والأرجل): اسطواني الشكل.
- الأعضاء: رفيعة.
- الجلد والأغشية المخاطية: مصطبغ.

تستخدم السلالة لإنتاج الصوف أولاً ثم اللحوم. يمكن أن تصل نسبة التكاثر إلى 140٪.

## معرض الصور

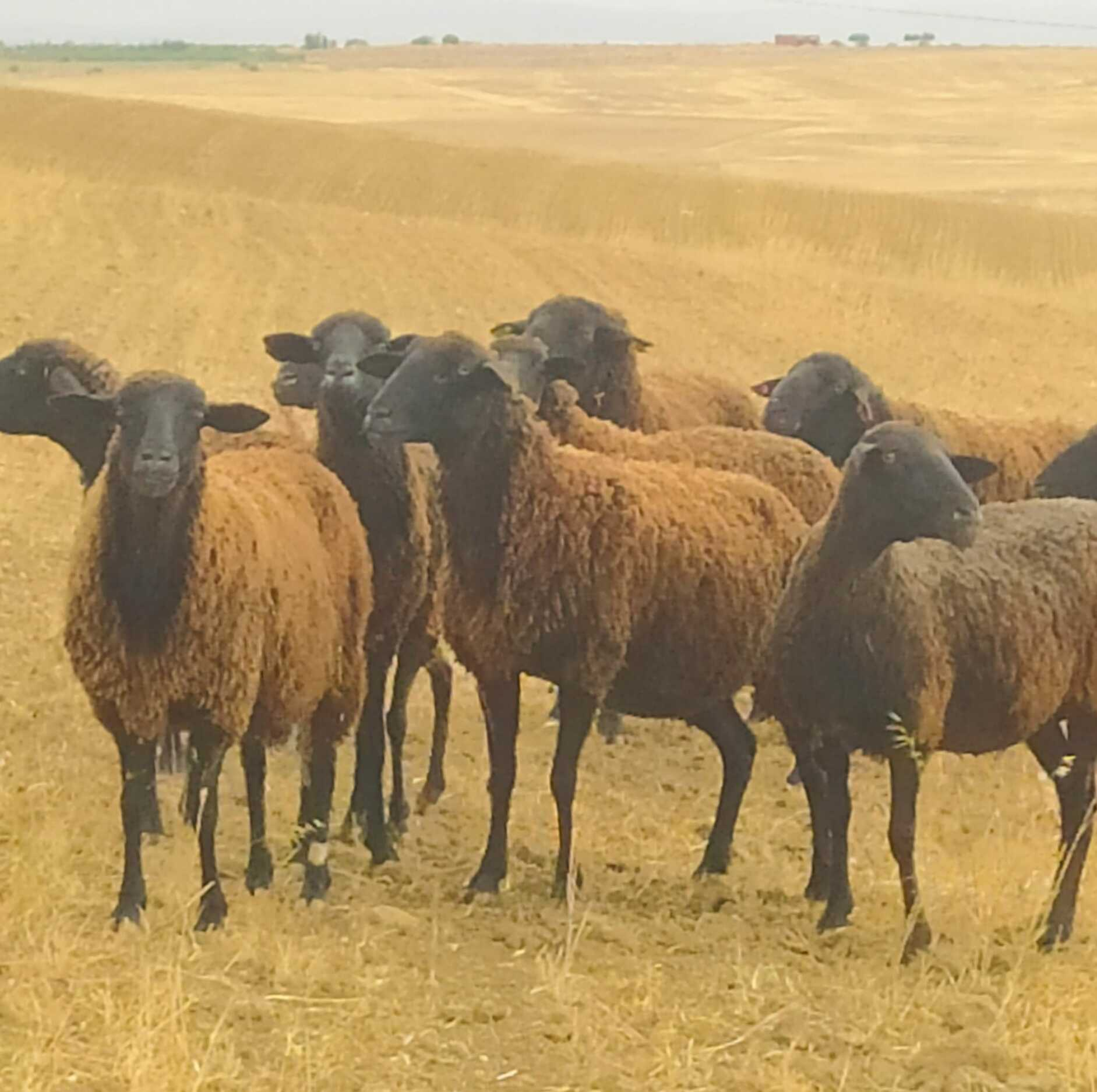
قطيع من نعاج (جمع: نعجة) من سلالة أسود تيبار.
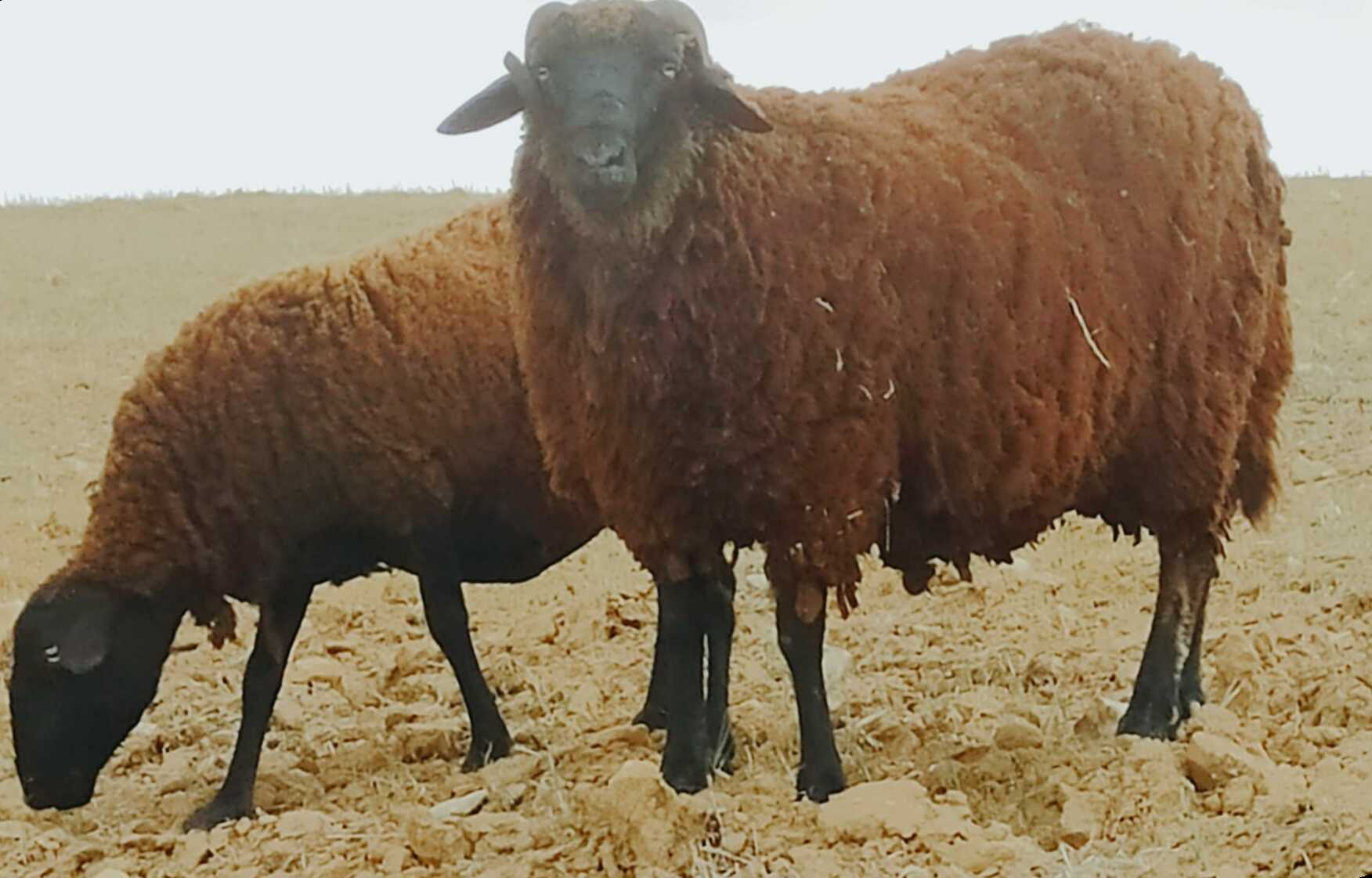
صورة لخروف من سلالة أسود تيبار تم التقاطها في تونس.